# هواوي ميت 10
هواوي ميت 10 و هواوي ميت 10 برو وهواوي ميت 10 لايت هي هواتف ذكية تعمل بنظام أندرويد تم تصميمها وتسويقها بواسطة هواوي كجزء من سلسلة هواوي ميت. هناك أيضًا تصميم ميت 10 بورشه، الذي يحتوي على سعة تخزين 256 جيجابايت ولكن مطابق لميت 10 برو. تم إطلاقهم لأول مرة في 16 أكتوبر 2017. مقابل الهاتف السابق ميت 9، يمتلك الهاتف الرائد ميت 10 برو معالجًا أسرع مع وحدة معالجة مدمجة وشاشة OLED أكبر قليلاً (6.0 بوصة) مع نسبة عرض إلى ارتفاع 18: 9 وعمر أطول للبطارية وظهر زجاجي (ولكن تفتقر إلى الشحن اللاسلكي).
تم استبدال سلسلة ميت 10 بسلسلة ميت 20 في أكتوبر 2018.

## مواصفات
لوحة المعالجة مكونة من معالج Hisilicon Kirin 970 وهو اجدد معالج من هواوي ويتمتع بالذكاء الاصطناعي ويتميز باستجابة وسرعة فائقة وهو معالج ثماني النواة ينقسم إلى رباعي النواة بتردد 2.4 جيجا هيرتز ورباعي النواة بتردد 1.8 جيجا هيرتز بالإضافة إلى Mali-G72 MP12 معالج الرسوميات والجرافيكس.
ياتي الهاتف ب4 جيجابايت من ذاكرة الوصول العشوائي إلى جانب مساحة تخزين 64 جيجابايت، في حين أن ميت 10 برو مدعوم إما بذاكرة وصول عشوائي 4 جيجابايت و 64 جيجابايت للتخزين، أو 6 جيجابايت رام و 128 جيجابايت للتخزين. تشكل الشاشة 76.6% من حجم الهاتف بالإضافة انها مدعمة بزجاج حماية من نوع كورنينج الغوريلا لحماية الشاشة من الخدوش والصدمات الناتجة من الاستخدام.
يتمتع هاتف هواوي 10 بكاميرا خلفية رائعة تأتي مزدوجة بدقة 20+12 ميجا بكسل مع فتحة عدسة f/1.6 وهي مزودة بفلاش LED من قطعتين وبها خاصية المثبت البصري للصورة OIS مع ضبط تلقائي للصورة بالليزر بالإضافة إلى وضع العلامات الجغرافية، التركيز على اتصال، الكشف عن الوجه والابتسامة، بانوراما وHDR وتستطيع تصوير فيديو بجودة 2160 و1080 بكسل وتعطي 30 اطار في الثانية. يحتوي الهاتف ببطارية بسعة 4000 ميللي أمبير لهاتف هواوى ميت 10 وهي تأتي من نوع ليثيوم بوليمر بالإضافة انها تدعم تقنية الشحن السريع حيث يمكن شحن 58% من قدرة البطارية في 30 دقيقة فقط.

## روابط خارجية
- هواوي ميت 10
- هواوي ميت 10 برو
- هواوي مايت 10 بورش ديزاين